# PKP EP05 sorozat
A PKP EP05 sorozat egy lengyel Bo'Bo' tengelyelrendezésű 3000 V DC áramrendszerű villamosmozdony-sorozat. A PKP összesen 27 db-ot épített át a PKP EU05 mozdonyból PKP EP05 mozdonnyá 1973 és 1977 között.

## Becenevek
- Piątka (Magyarul Az Ötös) – A pályaszám miatt